# Onesimo (discepolo di Paolo)
Onesimo, in greco utile, chiamato anche santo Apostolo Onesimo (Colossi, ... – Efeso, 15 febbraio 90), schiavo di Filemone di Colossi, fuggitivo a Roma, conobbe e servì Paolo di Tarso, dal quale fu rinviato a Filemone con una lettera e con la preghiera di affrancarlo. È venerato dalla Chiesa cattolica e da quella ortodossa come santo.

## Biografia
Era uno schiavo di Appia e di Filemone, personaggio influente della città di Colossi, in Frigia, che era stato convertito al cristianesimo dallo stesso Paolo di Tarso e che accoglieva nella sua casa la comunità cristiana della città. Onesimo fuggì a Roma per sfuggire alla punizione per un furto che aveva commesso e lì conobbe Paolo che si trovava in carcere in attesa di esser giudicato dall'imperatore. Si convertì al cristianesimo, si fece battezzare e si mise al suo servizio. Paolo che conosceva bene il suo padrone, Filemone, e la sua fervente fede cristiana, pur volendo tenere con sé Onesimo, che ormai amava come un figlio, rispettò le leggi romane in materia di schiavitù e decise di rimandarlo al legittimo padrone, con una lettera, scritta tra il 54 e il 63, la Lettera a Filemone , in cui chiedeva però a Filemone di tornare ad accogliere Onesimo non più come uno schiavo, ma come un fratello.
(Lettera a Filemone 8-13)

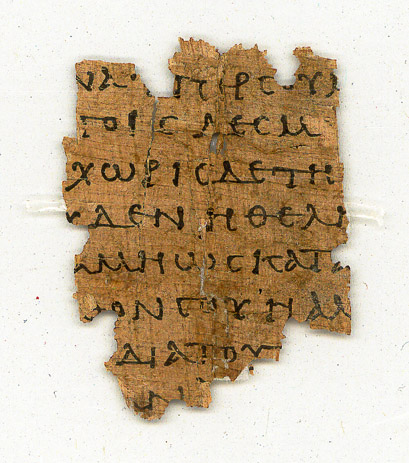
Lettera a Filemone, frammento

Paolo nella lettera discute un caso singolo e non affronta il tema della schiavitù in quanto tale, anche se il suo atteggiamento si pone chiaramente su un piano ulteriore a quello della mentalità schiavistica del tempo perché essa risulta palesemente in contrasto con la legge della carità cristiana. Per Paolo il padrone e lo schiavo, anche se conservano le relazioni sociali di prima, diventando cristiani devono ormai vivere come due fratelli al servizio dello stesso Signore. Ecco come Paolo scrive ancora:
(Lettera a Filemone 15-19)
Onesimo tornò quindi da Filemone dal quale fu accolto benissimo e fu affrancato. Venne poi rimandato nuovamente a Paolo per aiutarlo, tanto che Paolo se ne servirà per inviare la sua Lettera ai Colossesi, nella quale è citato come latore:
(Lettera ai Colossesi 4,7-9)
Dopo aver contribuito alla diffusione del cristianesimo in Asia Minore, Onesimo morì attorno al 90.

## Culto
Il Martirologio romano: 
La sua memoria liturgica ricorre il 15 febbraio.
Fino alla revisione del Martirologio romano del 1970, Onesimo servitore di Paolo è stato erroneamente assimilato al martire Onesimo, secondo vescovo di Efeso, lapidato a Roma nel 109, durante la persecuzione di Traiano.